# Trevor Graham
Trevor Graham, född den 20 augusti 1964, är en jamaicansk friidrottare inom kortdistanslöpning.
Han tog OS-silver på 4 x 400 meter stafett vid friidrottstävlingarna 1988 i Seoul. 
Trevor Graham var också friidrottstränare och var det för bland annat Marion Jones, Justin Gatlin.
Trevor Graham var den som avslöjade att det förekom dopning med bland annat, tidigare okända steroiden Tetrahydrogestrinon (THG), som exempelvis Marion Jones använde. Han avslöjade dopningshärvan genom att han kom över substansen och skickade en spruta till den amerikanska antidopingbyrån USADA. 